# Liste des récompenses et honneurs de l'American Basketball Association

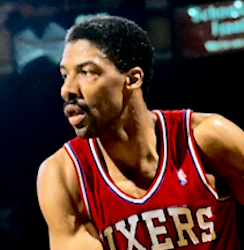
Julius Erving (Hall of Fame) fut trois fois MVP ABA, deux fois MVP des playoffs ABA, et quatre fois dans la première équipe All-ABA.

Cette liste des récompenses et honneurs de l'American Basketball Association recense les honneurs accordés par la ligue de basket-ball professionnelle American Basketball Association (ABA), active de la saison 1967–68 jusqu'à sa fusion dans la NBA en 1976.
Il y avait six récompenses officielles décernées par la ABA. Trois titres de meilleur joueur (Most Valuable Player, MVP) étaient décernés chaque année lors du All-Star Game, de la saison régulière, et des playoffs. Les autres récompenses annuelles étaient le cadre de l'année (Executive of the Year), l’entraîneur de l'année (Coach of the Year), et la recrue de l'année (Rookie of the Year). Les honneurs étaient également décernés aux joueurs qui excellaient dans ces catégories : meilleur joueur, meilleur défenseur et meilleure recrue. Les récompenses de cadre de l'année (Executive of the Year Award) et d'équipe des meilleurs défenseurs (All-Defensive Team) ont été décernées à partir de la saison 1972–73, alors que les autres catégories ont existé dès le début de la ABA. Julius Erving est le titulaire du plus grand nombre de récompenses ABA avec cinq MVP —trois en saison régulière et deux en playoffs. Artis Gilmore a remporté le plus d'honneurs ABA, en totalisant neuf. Un total de 80 joueurs et cadres ABA ont reçu au moins une récompense ou un honneur.

## Championnat ABA
Le championnat de l'American Basketball Association (ABA), une ligue de basket-ball professionnelle, se terminait par une phase finale dans laquelle deux équipes jouaient le titre. La ABA fut formée à la fin de 1967, et la première finale fut jouée à la fin de la première saison, au printemps 1968. La ligue a cessé d'exister en tant que telle en 1976 avec la fusion ABA–NBA où quatre équipes de la ABA ont continué à jouer en National Basketball Association.
Toutes les finales ABA se sont conformées au format "meilleur des sept" et virent la confrontation entre le vainqueur de la division est et la division ouest. Seules deux équipes ont gagné le championnat plus d'une fois : les Pacers de l'Indiana et les Nets de New York. Les Pacers de l'Indiana ont initialement joué leur première finale ABA en 1969, qu'ils ont perdu contre les Oaks d'Oakland, mais l'ont remporté contre les Stars de Los Angeles,. Ils ont de nouveau gagné la finale ABA en 1972, la première après avoir rejoint la division ouest, contre les Nets de New York et ont gagné celle de 1973 contre les Colonels du Kentucky,. Les Nets de New York ont remporté leur premier championnat en 1974 à l'issue d'une finale les opposant aux Stars de l'Utah, puis un second contre les Nuggets de Denver en 1976,.
La dernière finale ABA se joua en 1976, après quoi, la fusion ABA–NBA fut effective, trois des quatre équipes ayant intégré la NBA ont participé aux finales ABA et parfois remporté la confrontation.

## Récompenses
| *          | A rejoint le Naismith Memorial Basketball Hall of Fame               |
| Joueur (X) | Indique le nombre de fois où la récompense a été reçue par le joueur |

### Meilleur joueur (Most Valuable Player)

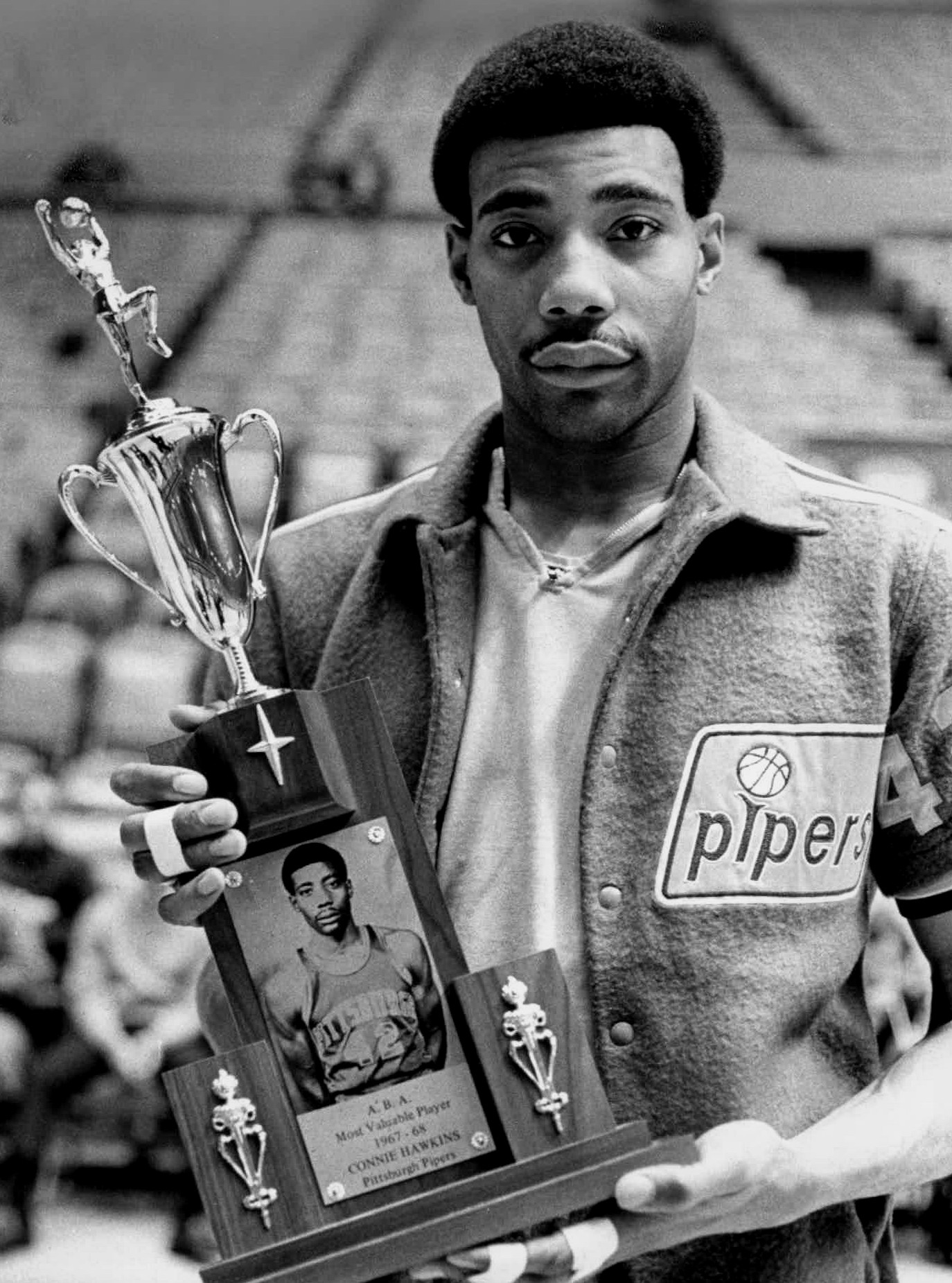
Connie Hawkins exposant le trophée de MVP ABA 1968.

Le titre de Most Valuable Player (MVP), ou meilleur joueur, était une récompense annuelle décernée pour la première fois pour la saison 1967–68. Chaque joueur ayant gagné la récompense avait joué pour une équipe totalisant au moins 45 victoires en saison régulière. Le titulaire de la récompense l'ayant inauguré fut Connie Hawkins (siégeant au Hall of Fame). Autre résidant du Hall of Fame, Julius Erving gagna la récompense trois fois, à chaque fois avec les Nets de New-York. Mel Daniels l'a gagné deux fois avec les Pacers de l'Indiana. Erving et George McGinnis furent co-lauréats de la saison 1974–75. Sept des vainqueurs de la récompense ont joué ailier, six ont joué pivot. Deux recrues (Rookies) l'ont également remporté: Spencer Haywood lors de la saison 1969–70 et Artis Gilmore lors de la saison 1971–72.
| Saison     | Joueur             | Position         | Équipe               |
| ---------- | ------------------ | ---------------- | -------------------- |
| 1967–68    | Connie Hawkins*    | Ailier / Pivot   | Pipers de Pittsburgh |
| 1968–69    | Mel Daniels*       | Pivot            | Pacers de l'Indiana  |
| 1969–70    | Spencer Haywood*   | Ailier / Pivot   | Rocket de Denver     |
| 1970–71    | Mel Daniels* (2)   | Pivot            | Pacers de l'Indiana  |
| 1971–72    | Artis Gilmore*     | Pivot            | Colonels du Kentucky |
| 1972–73    | Billy Cunningham*  | Arrière / Ailier | Cougars de Caroline  |
| 1973–74    | Julius Erving*     | Ailier           | Nets de New York     |
| 1974–75[a] | Julius Erving* (2) | Ailier           | Nets de New York     |
| 1974–75[a] | George McGinnis    | Ailier / Pivot   | Pacers de l'Indiana  |
| 1975–76    | Julius Erving* (3) | Ailier           | Nets de New York     |

### Recrue de l'année (Rookie of the Year)

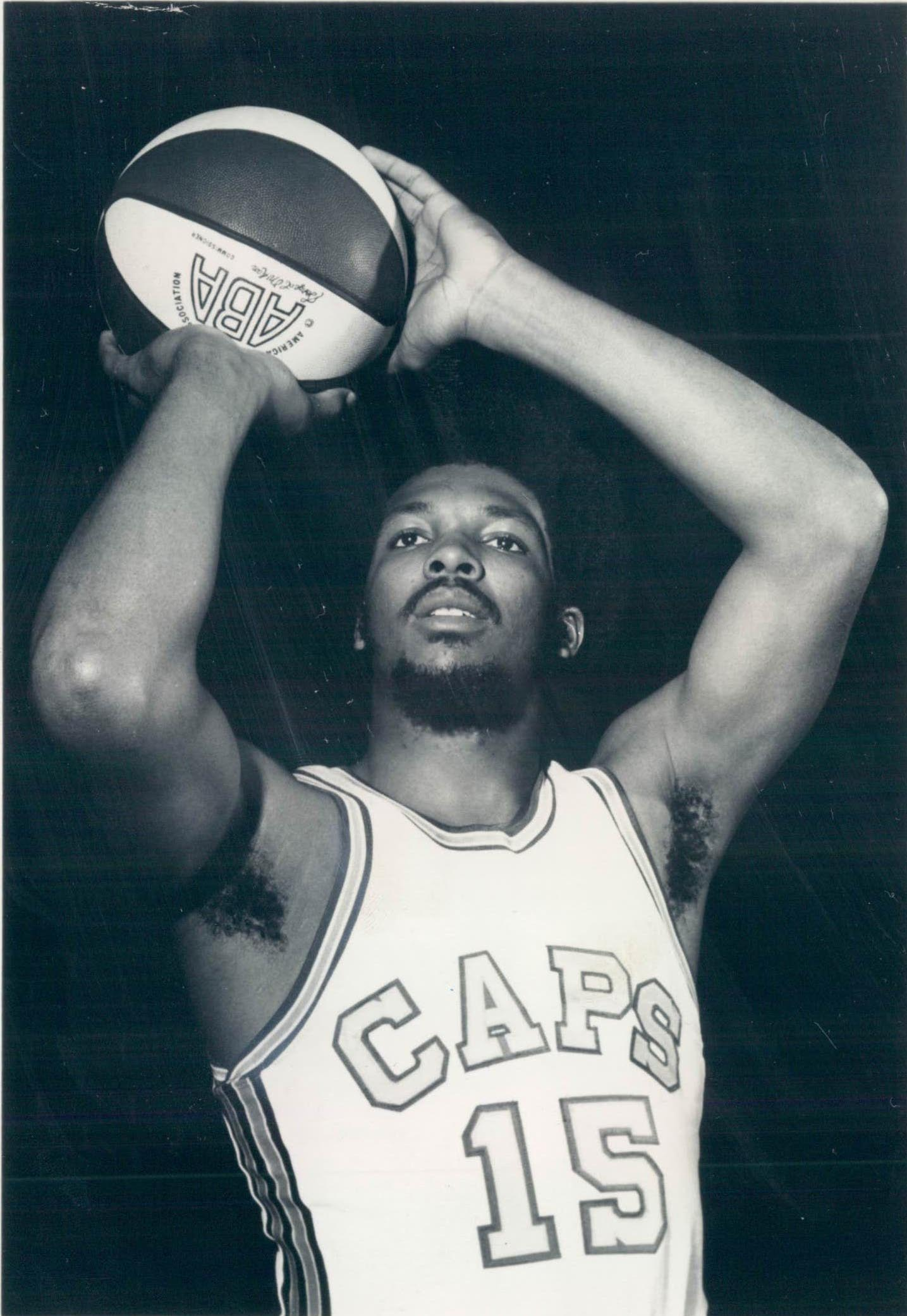
Warren Jabali.

La récompense de recrue de l'année (Rookie of the Year) est décernée à la meilleure recrue (rookie) de la saison régulière. Elle fut attribuée pour la première fois lors de la saison 1967–68 et le premier lauréat fut Mel Daniels Celui-ci a aussi gagné deux récompenses de meilleur joueur (MVP) pendant sa carrière en ABA. Deux Rookie of the Year ont gagné le MVP dans la même saison : Spencer Haywood (saison 1969–70) et Artis Gilmore (saison 1971–72). Deux Rookie of the Year ont intégré le Hall of Fame: le Rookie of the Year 1970–71, Dan Issel et le Rookie of the Year 1975–76,  David Thompson. Issel et Charlie Scott ont tous les deux gagné la récompense pour la saison 1970–71.
| Saison     | Joueur           | Position         | Équipe               |
| ---------- | ---------------- | ---------------- | -------------------- |
| 1967–68    | Mel Daniels*     | Pivot            | Muskies du Minnesota |
| 1968–69    | Warren Jabali    | Arrière / Ailier | Oaks d'Oakland       |
| 1969–70    | Spencer Haywood* | Ailier / Pivot   | Rockets de Denver    |
| 1970–71[a] | Charlie Scott    | Arrière/Arrière  | Squieres de Virginie |
| 1970–71[a] | Dan Issel*       | Pivot/Ailier     | Colonels du Kentucky |
| 1971–72    | Artis Gilmore*   | Pivot            | Colonels du Kentucky |
| 1972–73    | Brian Taylor     | Arrière          | Nets de New York     |
| 1973–74    | Swen Nater       | Pivot            | Spurs de San Antonio |
| 1974–75    | Marvin Barnes    | Ailier/Pivot     | Spirits de St. Louis |
| 1975–76    | David Thompson*  | Arrière/Ailier   | Nuggets de Denver    |

### Entraineur de l'année (Coach of the Year)

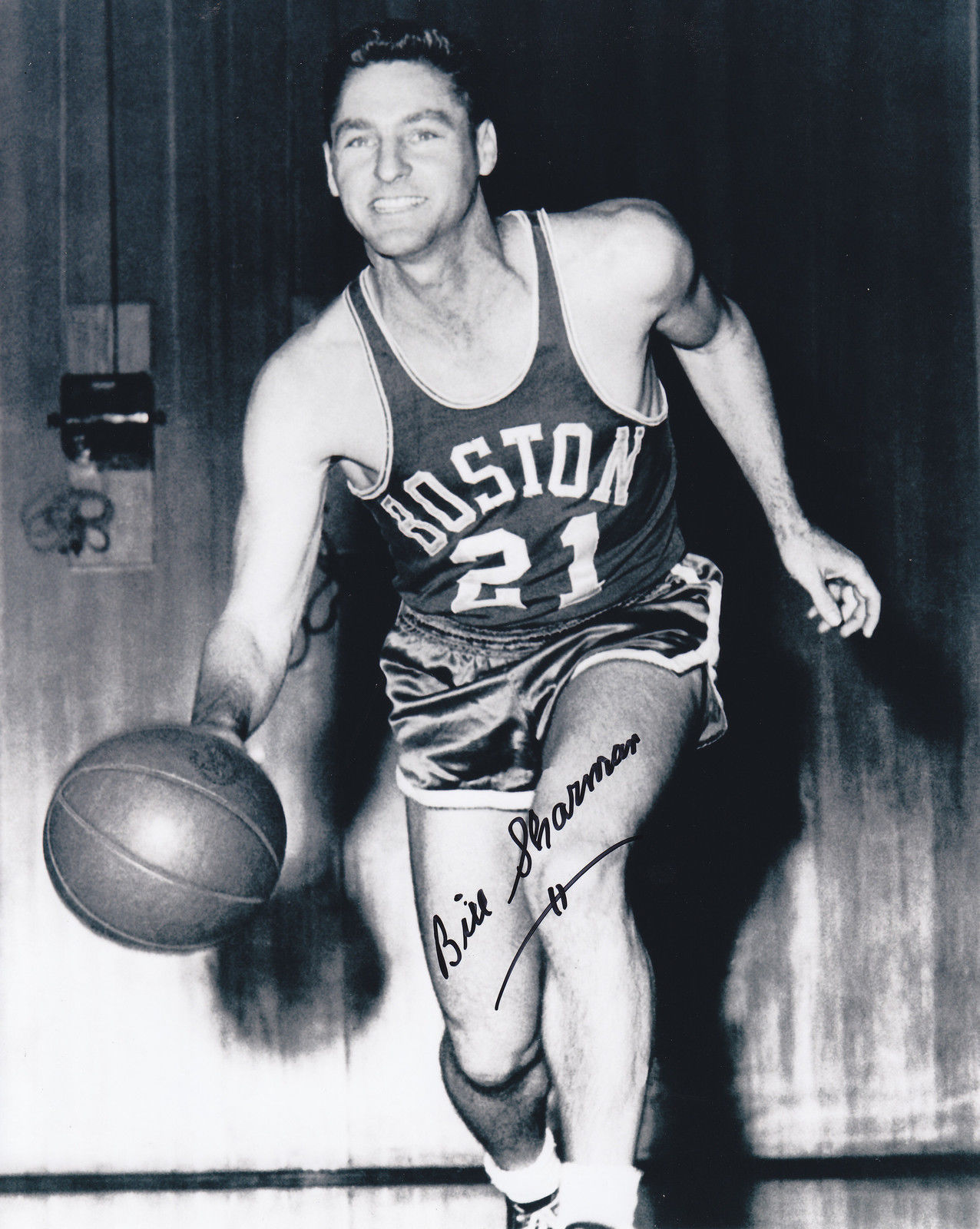
Bill Sharman alors joueur.

La récompense d'entraineur de l'année (Coach of the Year) était annuellement décernée au meilleur entraîneur principal de la saison régulière et attribuée pour la première fois à l'occasion de la saison 1967–68. Le lauréat ayant inauguré ce prix fut Vince Cazzetta, ayant entraîne les Pipers de Pittsburgh. L’entraîneur des Oaks de Oakland, Alex Hannum a remporté la récompense la saison suivante. Larry Brown a gagné la récompense trois fois, et fut, d'ailleurs, le seul à être lauréat plusieurs fois. Deux saisons ont vu des co-lauréats : Joe Belmont et Bill Sharman (saison 1969–70) tout comme Joe Mullaney et Babe McCarthy (saison 1973–74). Hannum, Sharman et Brown furent les seuls titulaires de la récompense à intégrer le Hall of Fame. Tous les entraîneurs principaux ayant remporté le prix étaient vierges de toute statistique notable de défaites.
| Vict%       | Pourcentage de victoire             |
| Saison reg. | Position finale en saison régulière |

| Saison     | Entraineur       | Équipe               | Vict-Def | Vict% | Saison reg. |
| ---------- | ---------------- | -------------------- | -------- | ----- | ----------- |
| 1967–68    | Vince Cazzetta   | Pipers de Pittsburgh | 54–24    | .692  | 1er (Est)   |
| 1968–69    | Alex Hannum*     | Oaks d'Oakland       | 60–18    | .769  | 1er (Ouest) |
| 1969–70[a] | Bill Sharman*    | Stars de Los Angeles | 43–41    | .512  | 4e (Ouest)  |
| 1969–70[a] | Joe Belmont      | Rockets de Denver    | 42–14    | .750  | 1er (Ouest) |
| 1970–71    | Al Bianchi       | Squires de Virginie  | 55–29    | .655  | 1er (est)   |
| 1971–72    | Tom Nissalke     | Chaparrals de Dallas | 42–42    | .500  | 3e (Ouest)  |
| 1972–73    | Larry Brown*     | Cougars de Caroline  | 57–27    | .679  | 1er (Est)   |
| 1973–74[a] | Babe McCarthy    | Colonels du Kentucky | 53–31    | .631  | 2d (Est)    |
| 1973–74[a] | Joe Mullaney     | Stars de l'Utah      | 51–33    | .607  | 1er (ouest) |
| 1974–75    | Larry Brown* (2) | Nuggets de Denver    | 65–19    | .774  | 1er (ouest) |
| 1975–76    | Larry Brown* (3) | Nuggets de Denver    | 60–24    | .714  | /           |

### Meilleur joueur des playoffs (Playoffs MVP)

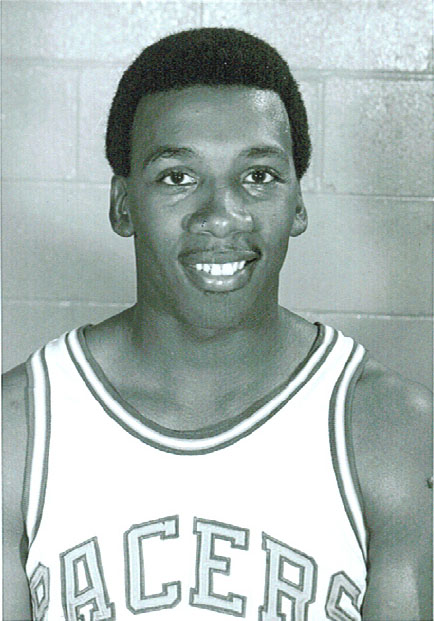
Freddie Lewis.

Le meilleur joueur des playoffs (Playoffs Most Valuable Player) était une récompense annuelle attribuée lors des playoffs de ABA. La première récompense fut décernée lors des playoffs de 1968. Le premier à recevoir cette récompense fut le joueur des Pipers de Pittsburgh, Connie Hawkins. Systématiquement, le joueur qui remportait le MVP des Playoffs était issu de l'équipe remportant le championnat. Julius Erving, leader des Nets de New York en 1974 et 1976, fut le seul joueur à se voir décerner la récompense deux fois.
| Année | Joueur             | Positions        | Équipe               | Note   |
| ----- | ------------------ | ---------------- | -------------------- | ------ |
| 1968  | Connie Hawkins*    | Ailier / Pivot   | Pipers de Pittsburgh | [ 11 ] |
| 1969  | Warren Jabali      | Arrière / Ailier | Oaks d'Oakland       | [ 12 ] |
| 1970  | Roger Brown*       | Ailier / Arrière | Pacers d'Indiana     | [ 13 ] |
| 1971  | Zelmo Beaty        | Pivot            | Stars de l'Utah      | [ 14 ] |
| 1972  | Freddie Lewis      | Arrière          | Pacers de l'Indiana  | [ 15 ] |
| 1973  | George McGinnis    | Ailier / Pivot   | Pacers de l'Indiana  | [ 16 ] |
| 1974  | Julius Erving*     | Ailier           | Nets de New York     | [ 1 ]  |
| 1975  | Artis Gilmore*     | Pivot            | Colonels du Kentucky | [ 17 ] |
| 1976  | Julius Erving* (2) | Ailier           | Nets de New York     | [ 1 ]  |

### Meilleur joueur des All-Star Game (All-Star Game MVP)

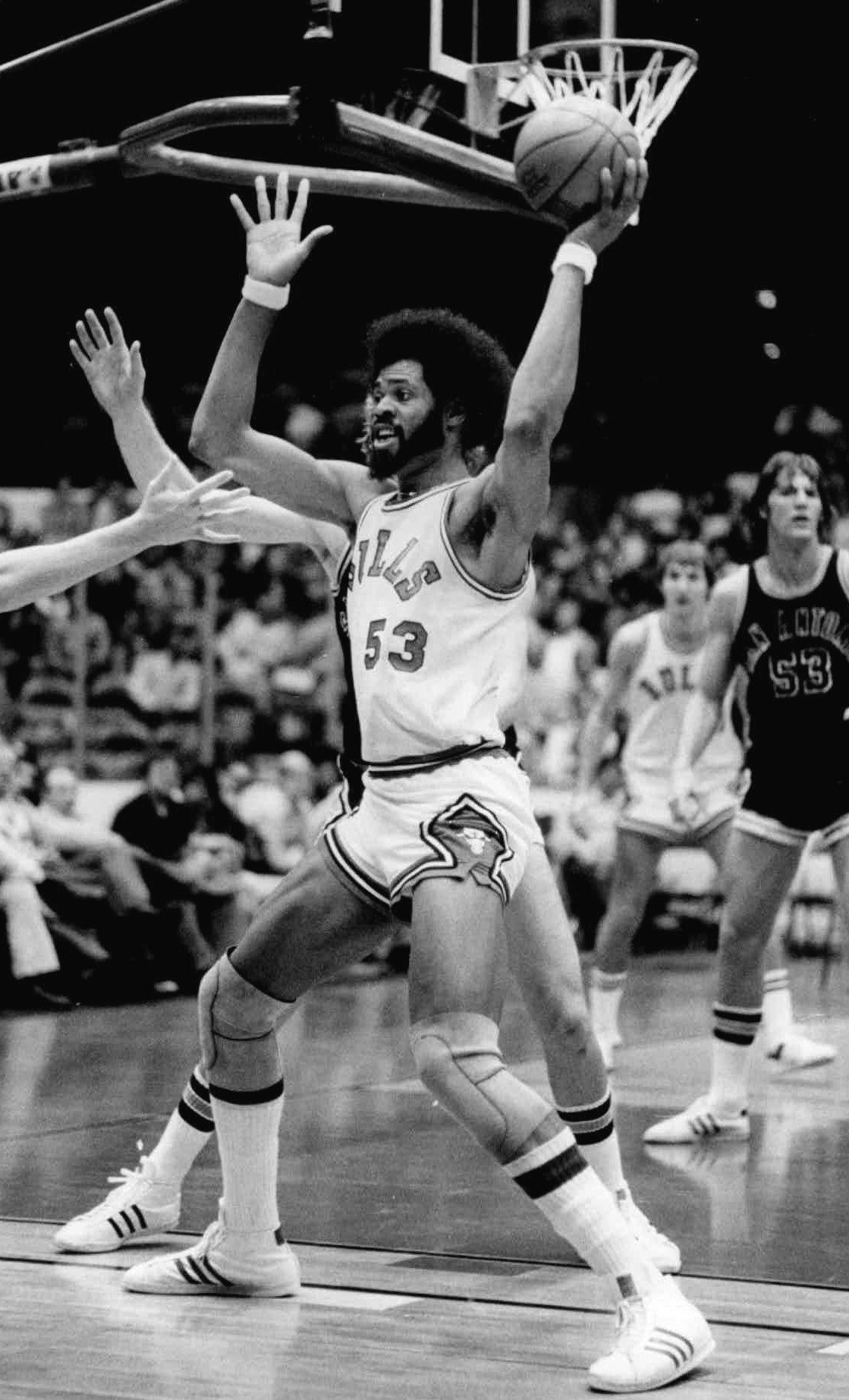
Artis Gilmore en 1977.

Le meilleur joueur des All-Star Game (All-Star Game MVP) était une récompense attribuée au meilleur joueur du All-Star Game de l'année. La première récompense fut décernée en 1968 à Larry Brown, qui marqua 17 points lors d'un match pourtant perdu. Brown et le lauréat de 1971, Mel Daniels, sont les seuls à avoir remporté le MVP du All-Star Game tout en étant dans l'équipe perdante. Trois recrues ont gagné la récompense: Brown, Spencer Haywood (All-Star Game 1970) et David Thompson (en 1976). De 1968 à 1975, les All-Star Game a opposé les meilleurs joueurs de la division est à ceux de la division ouest. L'ouest a remporté cinq All-Star Game MVP, quand l'est en a remporté trois. Lors de l'édition 1976, les équipes s'affrontant étaient les Nuggets de Denver et les All-Stars. Denver remporta ces All-Star Game, Thompson étant désigné meilleur joueur (MVP).
| Année | Joueur           | Position         | Équipe All-Star | Équipe                            |
| ----- | ---------------- | ---------------- | --------------- | --------------------------------- |
| 1968  | Larry Brown*     | Arrière          | Ouest (perdant) | Buccaneers de la Nouvelle-Orléans |
| 1969  | John Beasley     | Ailier / Pivot   | Ouest           | Chaparrals de Dallas              |
| 1970  | Spencer Haywood* | Ailier / Pivot   | Ouest           | Nuggets de Denver                 |
| 1971  | Mel Daniels*     | Pivot            | Ouest (perdant) | Pacers de l'Indiana               |
| 1972  | Dan Issel*       | Pivot / Ailier   | Est             | Colonels du Kentucky              |
| 1973  | Warren Jabali    | Arrière / Ailier | Ouest           | Rockets de Denver                 |
| 1974  | Artis Gilmore*   | Pivot            | Est             | Colonels du Kentucky              |
| 1975  | Freddie Lewis    | Arrière          | Est             | Spirits of St. Louis              |
| 1976  | David Thompson*  | Arrière / Ailier | Denver          | Nuggets de Denver                 |

### Dirigeant de l'année (Executive of the Year)
| Saison  | Cadre           | Équipe               |
| ------- | --------------- | -------------------- |
| 1972–73 | Carl Scheer     | Cougars de Caroline  |
| 1973–74 | Jack Ankerson   | Spurs de San Antonio |
| 1974–75 | Carl Scheer (2) | Nuggets de Denver    |
| 1975–76 | Carl Scheer (3) | Nuggets de Denver    |

## Honneurs
| *          | A rejoint le Naismith Memorial Basketball Hall of Fame |
| Joueur (X) | Nombre de fois où le joueur a été désigné              |

### Équipe All-ABA
L'équipe All-ABA était un honneur annuel conféré aux meilleurs joueurs de la ligue à l'issue de chaque saison ABA.Cette équipe a été sélectionnée lors de tous les championnats ABA, datant, donc, de la saison inaugurale de 1967–68. L'équipe All-ABA était composée de deux alignements de cinq joueurs : une équipe première et une équipe seconde, chacune ayant deux ailiers, un pivot, et deux arrières. Une combinaison originale a été tentée uniquement pour la saison 1970–71 quand Zelmo Beaty et Dan Issel (Hall of Fame) furent tous les deux sélectionnés comme pivots.
Mel Daniels, Issel, Artis Gilmore et Julius Erving sont tous ex æquo pour le nombre total record de cinq sélections. Rick Barry, Donnie Freeman, Mack Calvin et Louie Dampier totalisent chacun quatre sélections, quand Larry Jones, Roger Brown, George McGinnis et Ralph Simpson les suivent avec trois sélections. Gilmore fut le plus sélectionné en équipe première All-ABA (cinq fois), quand Daniels, Barry et Erving ont tous été sélectionnés quatre fois en équipe seconde. En tout, neuf joueurs ont été sélectionnés pendant leur année de recrue : Daniels, Spencer Haywood, Scott, Issel, Erving, Gilmore, Swen Nater, Marvin Barnes, et David Thompson.
| Joueur (en italique) | Indique un joueur ayant remporté le Most Valuable Player ABA la même année. |

| Saison  | Équipe Première                      | Équipe Première                     | Équipe Première                      | Équipe Première                       | Équipe Première                     | Équipe Seconde                      | Équipe Seconde                   | Équipe Seconde                          | Équipe Seconde                       | Équipe Seconde                       |
| ------- | ------------------------------------ | ----------------------------------- | ------------------------------------ | ------------------------------------- | ----------------------------------- | ----------------------------------- | -------------------------------- | --------------------------------------- | ------------------------------------ | ------------------------------------ |
| Saison  | Ailier                               | Ailier                              | Pivot                                | Arrière                               | Arrière                             | Ailier                              | Ailier                           | Pivot                                   | Arrière                              | Arrière                              |
| 1967–68 | Connie Hawkins, Pittsburgh Pipers    | Doug Moe, New Orleans Buccaneers    | Mel Daniels, Minnesota Muskies       | Larry Jones, Denver Rockets           | Charlie Williams, Pittsburgh Pipers | Roger Brown, Indiana Pacers         | Cincy Powell, Dallas Chaparrals  | John Beasley, Dallas Chaparrals         | Larry Brown, New Orleans Buccaneers  | Louie Dampier, Kentucky Colonels     |
| 1968–69 | Connie Hawkins, Minnesota Pipers (2) | Rick Barry, Oakland Oaks            | Mel Daniels, Indiana Pacers (2)      | Jimmy Jones, New Orleans Buccaneers   | Larry Jones, Denver Rockets (2)     | John Beasley, Dallas Chaparrals (2) | Doug Moe, Oakland Oaks (2)       | Red Robbins, New Orleans Buccaneers     | Donnie Freeman, Miami Floridians     | Louie Dampier, Kentucky Colonels (2) |
| 1969–70 | Rick Barry, Washington Capitols (2)  | Spencer Haywood, Denver Rockets     | Mel Daniels, Indiana Pacers (3)      | Bob Verga, Carolina Cougars           | Larry Jones, Denver Rockets (3)     | Roger Brown, Indiana Pacers (2)     | Bob Netolicky, Indiana Pacers    | Red Robbins, New Orleans Buccaneers (2) | Louie Dampier, Kentucky Colonels (3) | Donnie Freeman, Miami Floridians (2) |
| 1970–71 | Roger Brown, Indiana Pacers (3)      | Rick Barry, New York Nets (3)       | Mel Daniels, Indiana Pacers (4)      | Mack Calvin, The Floridians           | Charlie Scott, Virginia Squires     | John Brisker, Pittsburgh Condors    | Joe Caldwell, Carolina Cougars   | Zelmo Beaty, Utah Stars (tie)           | Donnie Freeman, Texas Chaparrals (3) | Larry Cannon, Denver Rockets         |
| 1970–71 | Roger Brown, Indiana Pacers (3)      | Rick Barry, New York Nets (3)       | Dan Issel, Kentucky Colonels (tie)   | Mack Calvin, The Floridians           | Charlie Scott, Virginia Squires     | John Brisker, Pittsburgh Condors    | Joe Caldwell, Carolina Cougars   |                                         | Donnie Freeman, Texas Chaparrals (3) | Larry Cannon, Denver Rockets         |
| 1971–72 | Dan Issel, Kentucky Colonels (2)     | Rick Barry, New York Nets (4)       | Artis Gilmore, Kentucky Colonels     | Donnie Freeman, Dallas Chaparrals (4) | Bill Melchionni, New York Nets      | Willie Wise, Utah Stars             | Julius Erving, Virginia Squires  | Zelmo Beaty, Utah Stars (2)             | Ralph Simpson, Denver Rockets        | Charlie Scott, Virginia Squires (2)  |
| 1972–73 | Billy Cunningham, Carolina Cougars   | Julius Erving, Virginia Squires (2) | Artis Gilmore, Kentucky Colonels (2) | Jimmy Jones, Utah Stars (2)           | Warren Jabali, Denver Rockets       | George McGinnis, Indiana Pacers     | Dan Issel, Kentucky Colonels (3) | Mel Daniels, Indiana Pacers (5)         | Ralph Simpson, Denver Rockets (2)    | Mack Calvin, Carolina Cougars (2)    |
| 1973–74 | Julius Erving, New York Nets (3)     | George McGinnis, Indiana Pacers (2) | Artis Gilmore, Kentucky Colonels (3) | Jimmy Jones, Utah Stars (3)           | Mack Calvin, Carolina Cougars (3)   | Dan Issel, Kentucky Colonels (4)    | Willie Wise, Utah Stars (2)      | Swen Nater, San Antonio Spurs           | Ron Boone, Utah Stars                | Louie Dampier, Kentucky Colonels (4) |
| 1974–75 | Julius Erving, New York Nets (4)     | George McGinnis, Indiana Pacers (3) | Artis Gilmore, Kentucky Colonels (4) | Mack Calvin, Denver Nuggets (4)       | Ron Boone, Utah Stars (2)           | Marvin Barnes, Spirits of St. Louis | George Gervin, San Antonio Spurs | Swen Nater, San Antonio Spurs (2)       | Brian Taylor, New York Nets          | James Silas, San Antonio Spurs       |
| 1975–76 | Julius Erving, New York Nets (5)     | Billy Knight, Indiana Pacers        | Artis Gilmore, Kentucky Colonels (5) | James Silas, San Antonio Spurs (2)    | Ralph Simpson, Denver Nuggets (3)   | David Thompson, Denver Nuggets      | Bobby Jones, Denver Nuggets      | Dan Issel, Denver Nuggets (5)           | Don Buse, Indiana Pacers             | George Gervin, San Antonio Spurs (2) |

### L'équipe des meilleurs défenseurs (All-Defensive Team)
L'équipe des meilleurs défenseurs (All-Defensive Team) était un honneur annuel attribué aux meilleurs joueurs de la ligue en défense de la saison 1972–73 jusqu'à la fusion avec la NBA. La All-Defensive Team était composé d'un alignement de cinq joueurs sans se préoccuper de leurs positions respectives. Artis Gilmore a le record du plus grand nombre de sélections (quatre) quand Mike Gale, Julius Keye, Fatty Taylor, Willie Wise, Don Buse, Bobby Jones et Brian Taylor totalisent chacun deux sélections. Bobby Jones fut le seul joueur sélectionné durant son année de recrue.
| Saison  | Sélections    | Sélections         | Sélections         | Sélections      | Sélections       | Sélections                           |
| ------- | ------------- | ------------------ | ------------------ | --------------- | ---------------- | ------------------------------------ |
| 1972–73 | Joe Caldwell  | Mike Gale          | Artis Gilmore*     | Julius Keye     | Fatty Taylor     | Willie Wise                          |
| 1973–74 | Mike Gale (2) | Artis Gilmore (2)* | Julius Keye (2)    | Ted McClain     | Fatty Taylor (2) | Willie Wise (2)                      |
| 1974–75 | Don Buse      | Artis Gilmore (3)* | Bobby Jones        | Wil Jones       | Brian Taylor     | Pas de sélection d'un sixième joueur |
| 1975–76 | Don Buse (2)  | Julius Erving*     | Artis Gilmore (4)* | Bobby Jones (2) | Brian Taylor (2) | Pas de sélection d'un sixième joueur |

### Équipe des meilleures recrues (All-Rookie Team)
L'équipe des meilleures recrues (All-Rookie Team) était un honneur annuel décerné aux recruex les plus performantes de la saison régulière. L'équipe était sélectionnée chaque saison de l'existence de la ABA, (à partir de la première saison, 1967–68). L'équipe des meilleures recrues était composée d'un alignement de cinq joueurs.

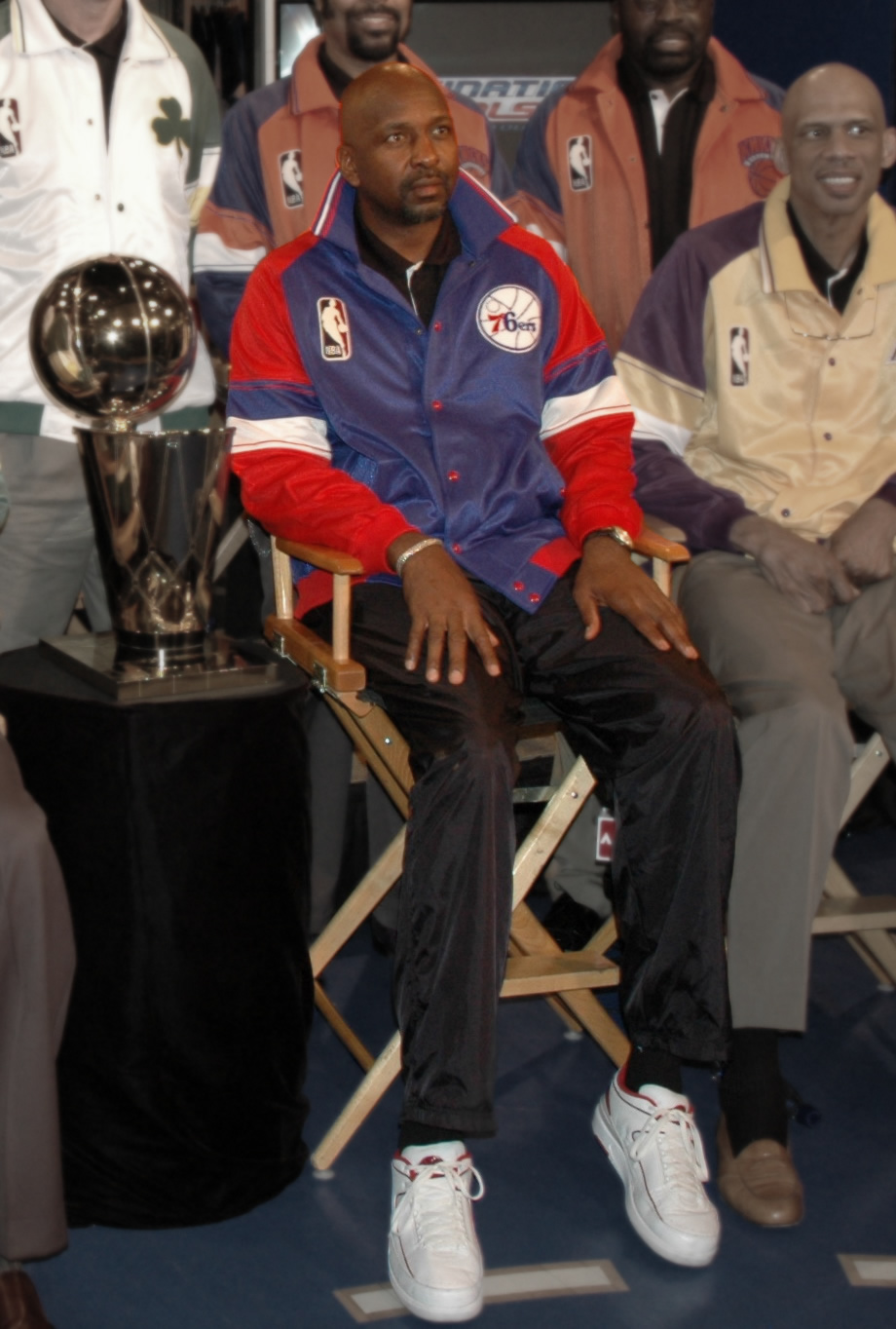
Moses Malone (Hall of Fame) faisait partie de l'équipe des meilleures recrues de la saison 1974–75.

| Joueur (en italique) | Indique un joueur ayant remporté le Rookie of the Year la même année |

| Saison  | Sélections     | Sélections     | Sélections      | Sélections       | Sélections         | Sélections |
| ------- | -------------- | -------------- | --------------- | ---------------- | ------------------ | ---------- |
| 1967–68 | Louie Dampier* | Mel Daniels*   | Jimmy Jones     | Bob Netolicky    | Trooper Washington |            |
| 1968–69 | Ron Boone      | Warren Jabali  | Larry Miller    | Gene Moore       | Walter Piatkowski  |            |
| 1969–70 | Mike Barrett   | John Brisker   | Mack Calvin     | Spencer Haywood* | Willie Wise        |            |
| 1970–71 | Joe Hamilton   | Dan Issel*     | Wendell Ladner  | Samuel Robinson  | Charlie Scott      |            |
| 1971–72 | Julius Erving* | Artis Gilmore* | George McGinnis | Johnny Neumann   | John Roche         |            |
| 1972–73 | Jim Chones     | George Gervin* | James Silas     | Brian Taylor     | Dennis Wuycik      |            |
| 1973–74 | Mike Green     | Larry Kenon    | Bo Lamar        | Swen Nater       | John Williamson    |            |
| 1974–75 | Marvin Barnes  | Gus Gerard     | Bobby Jones     | Billy Knight     | Moses Malone*      |            |
| 1975–76 | Ticky Burden   | M. L. Carr     | Kim Hughes      | Mark Olberding   | David Thompson*    |            |